# 弗雷斯诺-德罗迪利亚
弗雷斯诺-德罗迪利亚（西班牙語：Fresno de Rodilla）是西班牙卡斯蒂利亚-莱昂布尔戈斯省的一个市镇。总面积12平方公里，总人口51人（2001年），人口密度4人/平方公里。